# Sveučilište u Sofiji
Sveučilište „Svetog Klementa Ohridskog” u Sofiji (bug. Софийски университет „Св. Климент Охридски”) je najstarije sveučilište u Bugarskoj. Osnovano je 1. listopada 1888. godine u Sofiji, deset godina nakon oslobođenja Bugarske. U početku je imao četiri redovna i tri dodatna predavača i četrdesetidevetero studenata. Sveučilište je osnovano kao viši pedagoški tečaj pri Prvoj muškoj gimnaziji, postalo je viša škola 8. prosinaca 1888. i sveučilište 1904. godine. Zgrada sveučilišta izgrađena je između 1924. i 1934. novčanim prilozima braće Evlogija i Hrista Georgijeva, a njihove skulpture danas se nalaze na fasadi. Prvi rektor sveučilišta bio je jezikoslovac Aleksandar Teodorov-Balan. Sastoji se od šesnaest fakulteta i tri posebna odsjeka te broji oko 22 000 studenata.

## Povijest
Sveučilište u Sofiji osnovano je 1888. godine, deset godina nakon završetka burnog oslobođenja zemlje. Na početku, institucija je imala samo 4 redovna i 3 izvanredna profesora te ukupno 49 studenata. Institucija je osnovana kao pedagoška škola, kasnije se razvila u visoko učilište, da bi konačno 1904. godine dobila status sveučilišta. Prve studentice, njih 16 odjednom, upisane su na tadašnje visoko učilište 1901. godine, a sljedeće godine službeni blagdan institucije postao je dan sv. Klimenta Ohridskog. Prilikom otvaranja Nacionalnog kazališta u Sofiji 1907. godine, studenti Sveučilišta u Sofiji su izviždali kneza Ferdinanda I od Bugarske, zbog čega je sveučilište bilo zatvoreno šest mjeseci. Kontroverza nije bila razriješena sve do dolaska nove vlade Aleksandra Malinova na vlast 1908. godine.

## Vanjske poveznice
- Službeno mrežno mjesto Sveučilišta (bug.) (engl.)